# نورا زهتنر

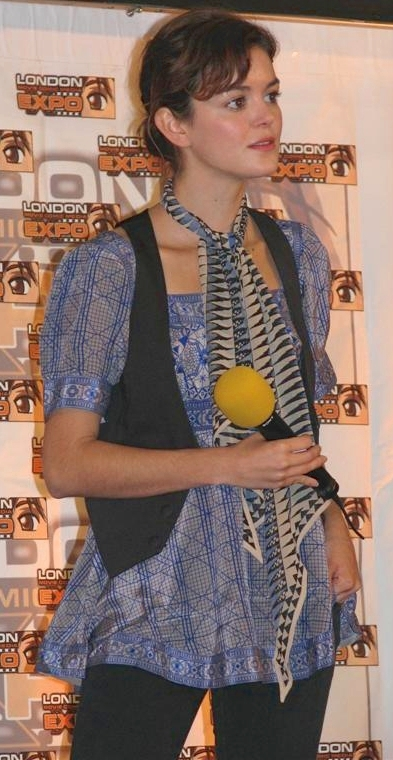

نورا زهتنر (به انگلیسی: Nora Zehetner) بازیگر سینما و تلویزیون، زاده ۱۹۸۱میلادی. در شهر ال پاسو آمریکا به
دنیا آمد. وی در سریال آناتومی گری (مجموعه تلویزیونی) محصول ۲۰۰۵ میلادی؛ ایفای نقش کرد. این سریال برنده جایزه گلدن گلوب برای بهترین سریال درام شد و در سال ۲۰۰۷ برنده جایزه امی شد. نورا زهتنر در سریال بعدی خود بنام قهرمانان (مجموعه تلویزیونی) و مد من ظاهر شد. و در سینما با فیلم کلوچه آمریکایی۲ (فیلم) و می (فیلم) و برادران بلوم نقش آفرینی کرد.

## فیلم شناسی
| سال  | عنوان                                | نقش             | Notes      |
| ---- | ------------------------------------ | --------------- | ---------- |
| ۲۰۰۱ | ترش                                  | پگ              |            |
| ۲۰۰۱ | کلوچه آمریکایی ۲                     | دختری در مهمانی |            |
| ۲۰۰۲ | می                                   | هوپ             |            |
| ۲۰۰۲ | آر.اس.وی.پی.                         | لی فرانکلین     |            |
| ۲۰۰۳ | سرزمین سوزان                         | رز              |            |
| ۲۰۰۵ | بریک                                 | لورا            |            |
| ۲۰۰۵ | گفتگو با زنان دیگر                   | زن جوان         |            |
| ۲۰۰۵ | ماجراهای خوش قیافه بزرگ و دوست کوچکش | پلین جین        | فیلم کوتاه |
| ۲۰۰۶ | پنجاه قرص                            | میشل            |            |
| ۲۰۰۷ | بنث                                  | کریستی          |            |
| ۲۰۰۸ | قدرت قابل توجه                       | آتنا            |            |
| ۲۰۰۸ | برادران بلوم                         | رز              |            |
| ۲۰۰۹ | اسپونر                               | رز کنلین        |            |
| ۲۰۰۹ | جری                                  | دختر            | فیلم کوتاه |